# 高槻市立冠中学校
高槻市立冠中学校（たかつきしりつ かんむりちゅうがっこう）は、大阪府高槻市大冠町二丁目にある公立中学校。略称は冠中(読み方はかんむりちゅう、かんちゅう)、冠中学校、冠など。

## 概要
高槻市南部、淀川沿いの新興住宅街の中に位置する。1980年に高槻市立第十中学校と高槻市立第六中学校から分離開校した。校区北側は住宅地が、南西側はのどかな田園風景が広がっている。

## 沿革
- 1980年4月1日 - 高槻市立第十中学校と高槻市立第六中学校より分離、開校。
- 1980年5月 - 冠中学校PTA設立

## 交通
- JR高槻駅・阪急電鉄高槻市駅から 高槻市営バス15番系統　北大塚行き乗車、「東和町」下車　徒歩3分

## 通学区域
高槻市立冠小学校、高槻市立南大冠小学校の通学区域